# Kaïnosite-(Y)
Ne doit pas être confondu avec Kaïnite.
La kaïnosite-(Y) est un minéral silicaté de formule chimique Ca2(Y,Ce)SiO4O12(CO3)•(H2O). La kaïnosite est découverte pour la première fois en Norvège sur l'île de Hitterø et nommé par le minéralogiste finlandais Adolf Erik Nordenskiöld en référence au terme grec καινος signifiant « inhabituel » en raison de sa rareté et de sa composition exotique.
La kaïnosite appartient à la classe des minéraux orthorhombiques, un système qui résulte de l'étirement d'un réseau cristallin cubique le long de deux de ses axes orthogonaux. La kaïnosite est un minéral biaxe, la lumière entrant dans ses cristaux est donc polarisée dans deux directions de vibration (XYZ) car elle possède deux axes optiques. La kaïnosite étant orthorhombique, les directions de vibration X,Y,Z coïncident avec les axes cristallographiques a,b,c.
La kaïnosite est très rare et se trouve principalement en Russie dans les vacuoles, les  pegmatites, les granites et les complexes alcalins en tant que produit altéré du minéral de kuliokite. Des échantillons classiques ont été découverts dans les mines de Madawaska, de Bicroft et de Greyhawk, près de Bancroft en Ontario.